# Donna Michelle
 (juin 2024).
Si vous disposez d'ouvrages ou d'articles de référence ou si vous connaissez des sites web de qualité traitant du thème abordé ici, merci de compléter l'article en donnant les références utiles à sa vérifiabilité et en les liant à la section « Notes et références ».
June Cochran Jo Collins
Donna Michelle (Donna M. Ronne), née le 8 décembre 1945 et morte le 9 avril 2004,  est une modèle de charme, actrice et photographe américaine. Elle est tout d'abord connue comme Playmate of the Month du magazine Playboy en décembre 1963, et l'année suivante, la cinquième Playmate of the Year. 

## Biographie
Dès son enfance, Donna est très douée pour les disciplines artistiques : pianiste virtuose, actrice, danseuse (après ses études de danse au College of the Arts de l'Université de Californie, elle est engagée au New York City Ballet). 
Repérée par Playboy, elle accepte de poser pour le magazine afin de pouvoir s'acheter une maison et en espérant devenir actrice. À la fin de l'automne 1963, elle vient loger au premier Manoir Playboy (à Chicago) et elle apparait comme Playmate le mois même de son 18e anniversaire (photographiée par Pompeo Posar et Edmund Leja), puis est choisie comme Playmate de l'Année 1964. 
Sur la couverture du numéro de mai 1964 qui annonce sa nomination, sa pose reproduit la forme de la tête du lapin, symbole du magazine, une position représentant une véritable performance physique. Outre le cachet habituel, elle reçoit de nombreux cadeaux dont un cabriolet Ford Mustang de couleur rose : elle devient la première Playmate de l'Année à recevoir une automobile, tradition poursuivie depuis lors. Elle finit par revendre cette voiture, un peu trop voyante pour rester incognito et être tranquille, pour acheter une Volkswagen. 
Elle vit une expérience amoureuse avec Hugh Hefner. En juin 1964, un voyage les emmène à Ocho Rios en Jamaïque, pour y visiter un hôtel à acquérir : à cette occasion, des photos sont à nouveau prises, et publiées dans le magazine en février 1965 (article intitulé Playmate's progress).
Des photos de Donna Michelle sont régulièrement publiées dans des articles rétrospectifs de Playboy jusqu'en 2004. En particulier, le numéro d'octobre 1996 lui consacre un article complet :Playmate Revisited: Donna Michelle. Elle apparait aussi dans des magazines en français : Lui en avril 1967 et Le Nouveau Cinémonde en janvier 1968.
Elle est encore citée en novembre 2012 comme une des petites amies de Hugh Hefner dans l'article intitulé Hef's Girlfriends - A romantic retrospective.
Elle joue de petits rôles dans quelques films, dont Mickey One de Warren Beatty puis se tourne vers la photographie ; un article en tant que photographe lui est consacré par Playboy en avril 1974, Donna clicks. 
Donna Michelle décède le 10 avril 2004 d'un infarctus du myocarde en faisant ses courses dans un supermarché.

## Apparitions dans les numéros spéciaux dePlayboy
- Playboy's Playmates - The First 15 Years 1983 - pages 68-69
- Playboy's Cover Girls 1986 - pages 102-105
- Playboy's Playmates of the Year Novembre-Décembre 1986 - pages 12-15
- Playboy's Calendar Playmates Novembre 1992 page 5
- Playboy's Nude Celebrities Juillet 1995 - page 74
- Playboy's Pocket Playmates v1n6 (1953-1964) 1995-1996 - page 41
- Playboy's Book of Lingerie Septembre-Octobre 1996 - page 56
- Playboy's Facts & Figures Octobre 1997 - page 31
- Playboy's Celebrating Centerfolds Vol. 1 Novembre 17, 1998 - pages 52,60
- Playboy's Sex Stars of the Century Août 1999 - pages 42-43
- Playboy's Centerfolds Of The Century Avril 2000 - page 80
- Playboy's Playmates of the Year Décembre 2000 - pages 8-9
- Playboy's Sexiest Playmates Octobre 2001 - pages 10-11